# Franz Strehl
Franz Strehl (* 1948 in Wels) ist österreichischer Wirtschaftswissenschaftler und Professor für Betriebswirtschaftslehre (Strategisches Management) an der Johannes Kepler Universität (JKU) Linz. Er leitete das Institut für Strategisches Management in den Jahren 2006–2017.  Er war von 1996 bis 2000 Rektor der Johannes Kepler Universität Linz.

## Leben
Franz Strehl studierte von 1968 bis 1973 Betriebswirtschaftslehre an der JKU. Nach seinem einjährigen Aufenthalt an der Université Libre de Bruxelles, Belgien, ging er an die University of Dallas, USA, an der er mit dem Master of Business Administration für International Management abschloss. 1981 promovierte er an der JKU. Von 1976 bis 1987 war er Universitätsassistent am Institut für Wirtschaftsinformatik und Organisationsforschung. 1987 habilitierte er sich. 1988 wurde er als ordentlicher Universitätsprofessor an die Universität Innsbruck berufen und gründete das Institut für Verwaltungsmanagement, dessen Vorstand er bis 1995 war. 1995 wurde er an der JKU zum Rektor gewählt und war bis 2000 in dieser Funktion. Seit 2000 ist er o.Univ.Prof. an der JKU und Vorstand des Instituts für Strategisches Management. 1997 bis 2004 war er Präsident des Research Advisory Council des International Institute of Administrative Sciences, Brüssel – von 2004 bis 2010 war er Präsident des IIAS. Zwei Jahre, von 2000 bis 2002, war er Mitglied der Arbeitsgruppe „Universitätsgesetz 2002“ (Bundesministerium für Bildung, Wissenschaft und Kultur). Von 2004 bis 2010 war er wissenschaftlicher Gesamtleiter der LIMAK – Austrian Business School, seit 2010 übernimmt er die akademische Leitung von Programmen.

## Arbeits- und Forschungsschwerpunkte
- Ansätze und Instrumente des Strategischen Managements
- Strategieentwicklung und -implementierung
- Sustainability im Strategischen Management
- Unternehmenskultur und Strategie
- Corporate Social Responsibility
- Governance, Good Governance
- Lehre des Faches „Strategisches Management“
- Entwicklung und Umsetzung des Master Programms „General Management“